# Dendrobium gouldii
Dendrobium gouldii là một loài thực vật có hoa trong họ Lan. Loài này được Rchb.f. mô tả khoa học đầu tiên năm 1867.

## Hình ảnh

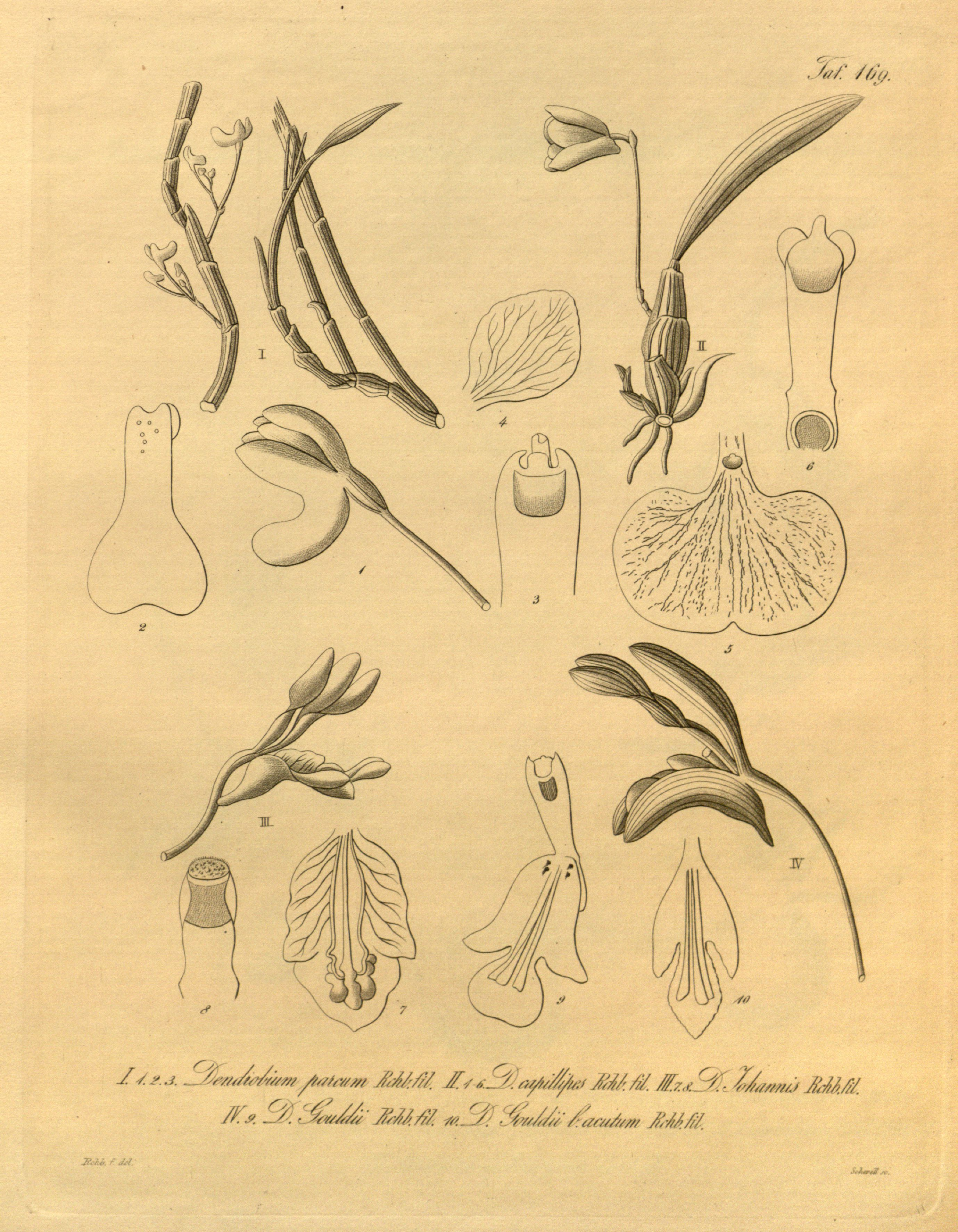